# Shikoku Railway Company
Die Shikoku Railway Company (jap. 四国旅客鉄道株式会社, Shikoku ryokaku tetsudō kabushiki kaisha; kurz: JR四国, JR Shikoku) ist eine der sieben Nachfolger der 1987 privatisierten Japanese National Railways. Sie betreibt das ehemals staatliche Netz auf der Insel Shikoku.

## Geschichte
JR Shikoku wurde am 1. April 1987 mit der Privatisierung und Aufspaltung der staatlichen Eisenbahngesellschaft Japans gegründet.

## Linien

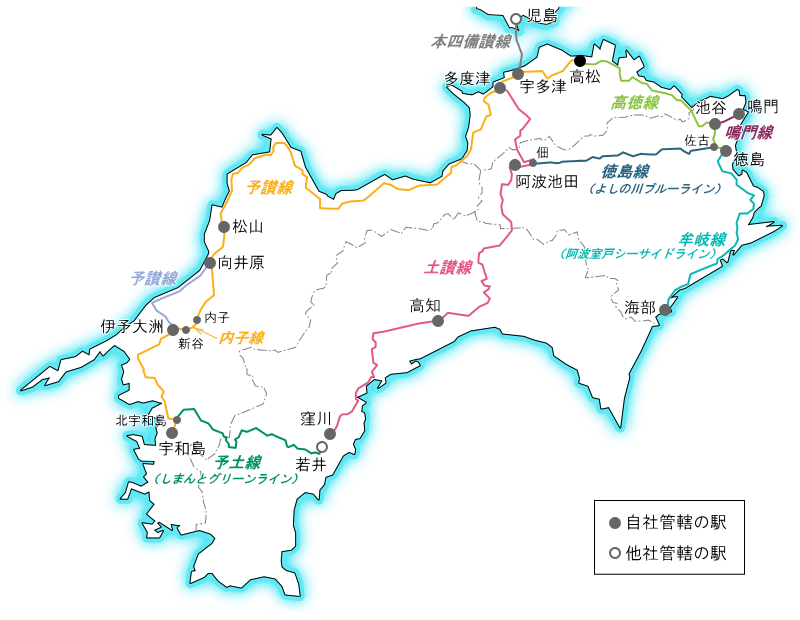
Streckennetz der JR Shikoku

- Dosan-Linie (土讃線)
- Honshi-Bisan-Linie (本四備讃線)
- Kōtoku-Linie (高徳線)
- Mugi-Linie (牟岐線)
- Naruto-Linie (鳴門線)
- Tokushima-Linie (徳島線)
- Yodo-Linie (予土線)
- Yosan-Linie (予讃線, mit Uchiko-Linie, 内子線)